# Klotz (Geigenbauer)

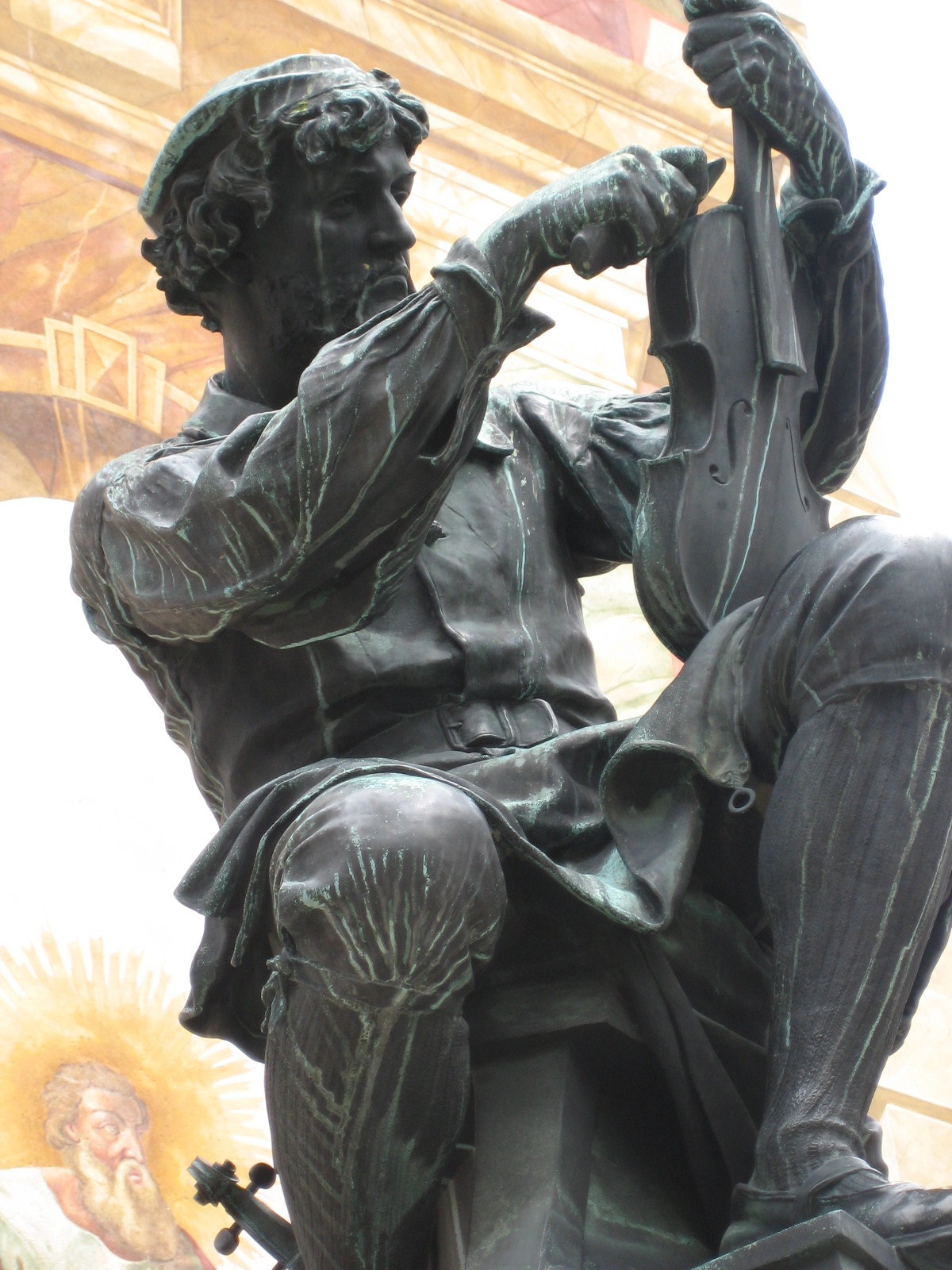
Denkmal von 1890 für Matthias Klotz in Mittenwald

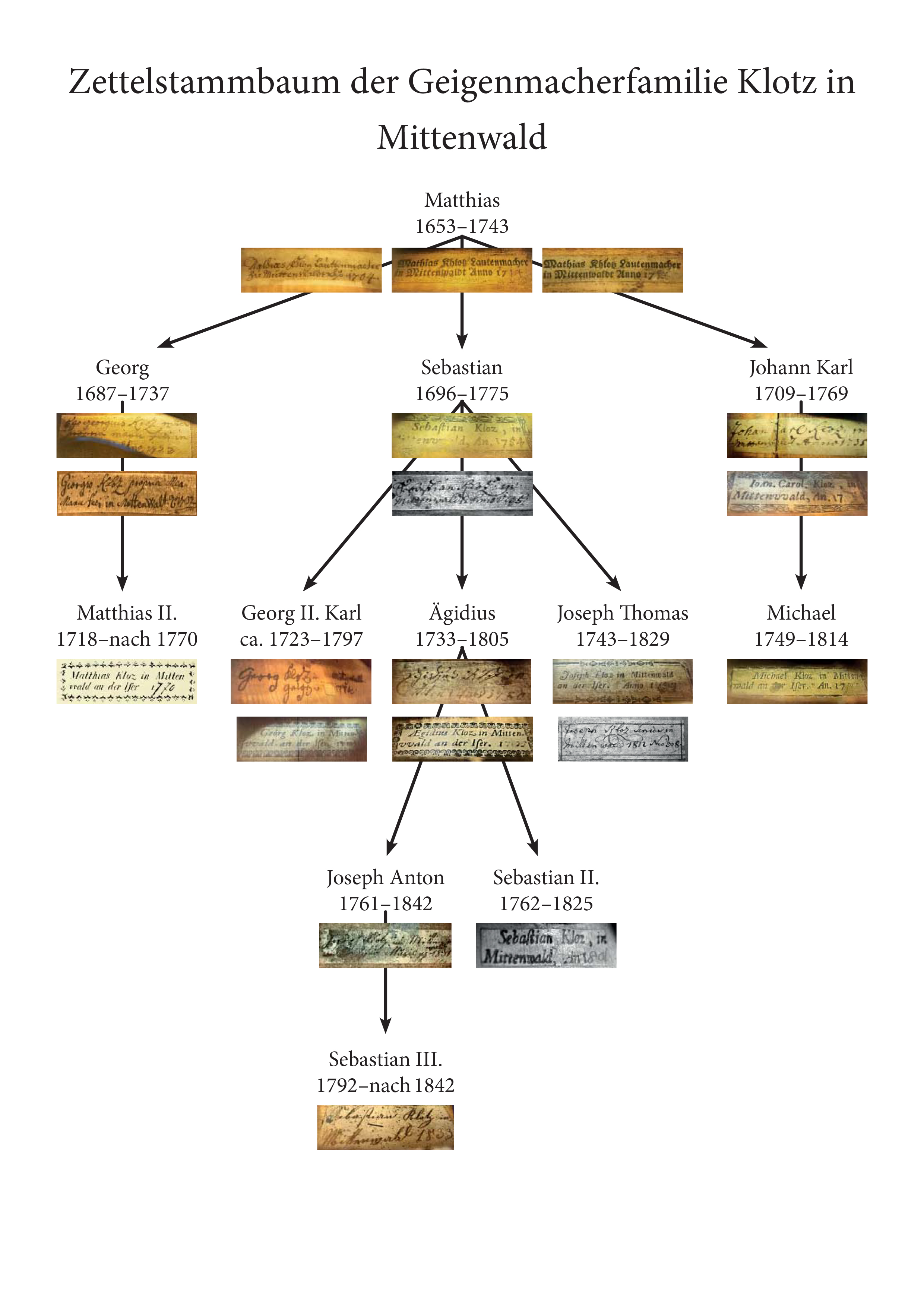
Zettelstammbaum der Klotz Geigenbauer

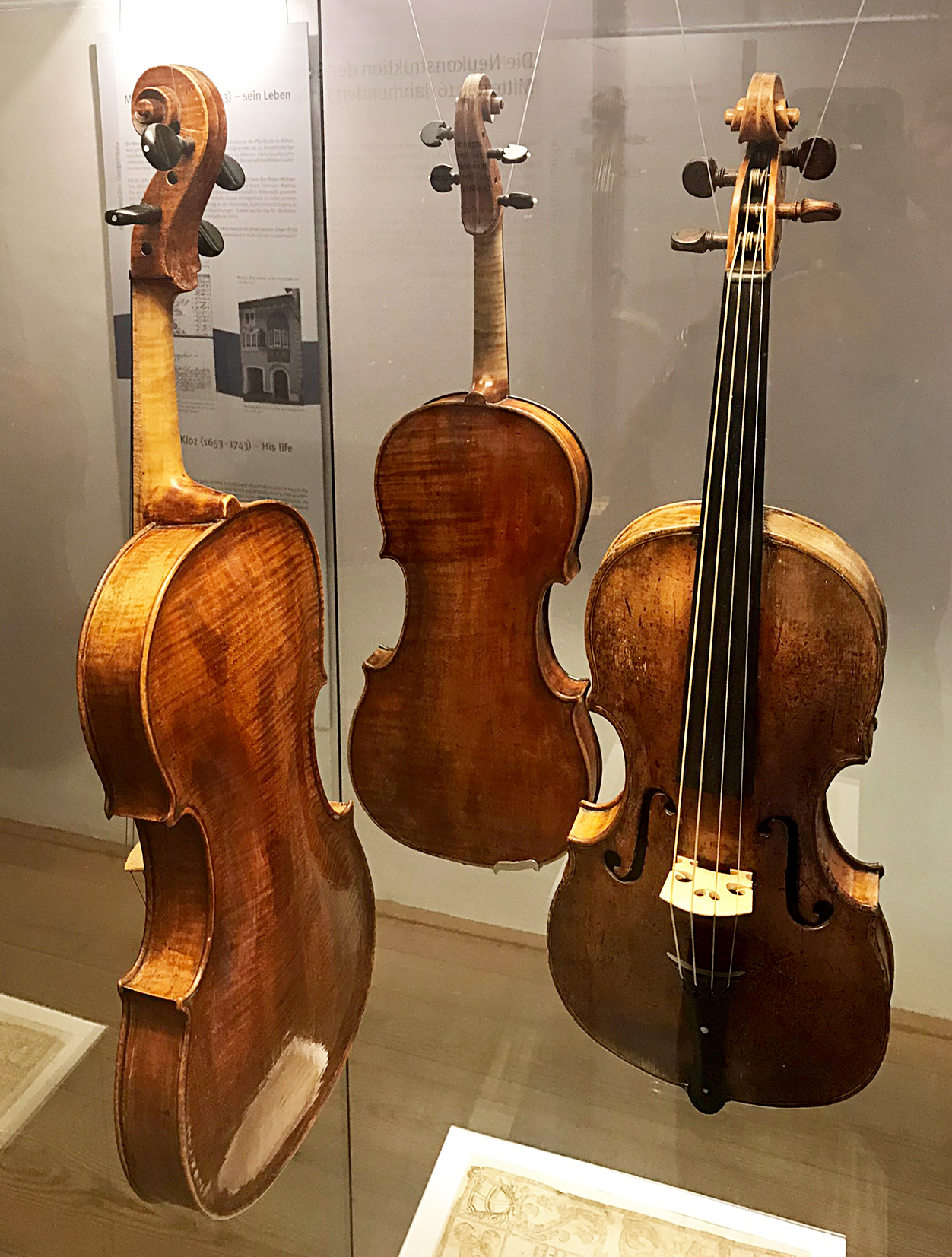
Matthias Klotz Instrumente von 1704–1715 im Geigenbaumuseum

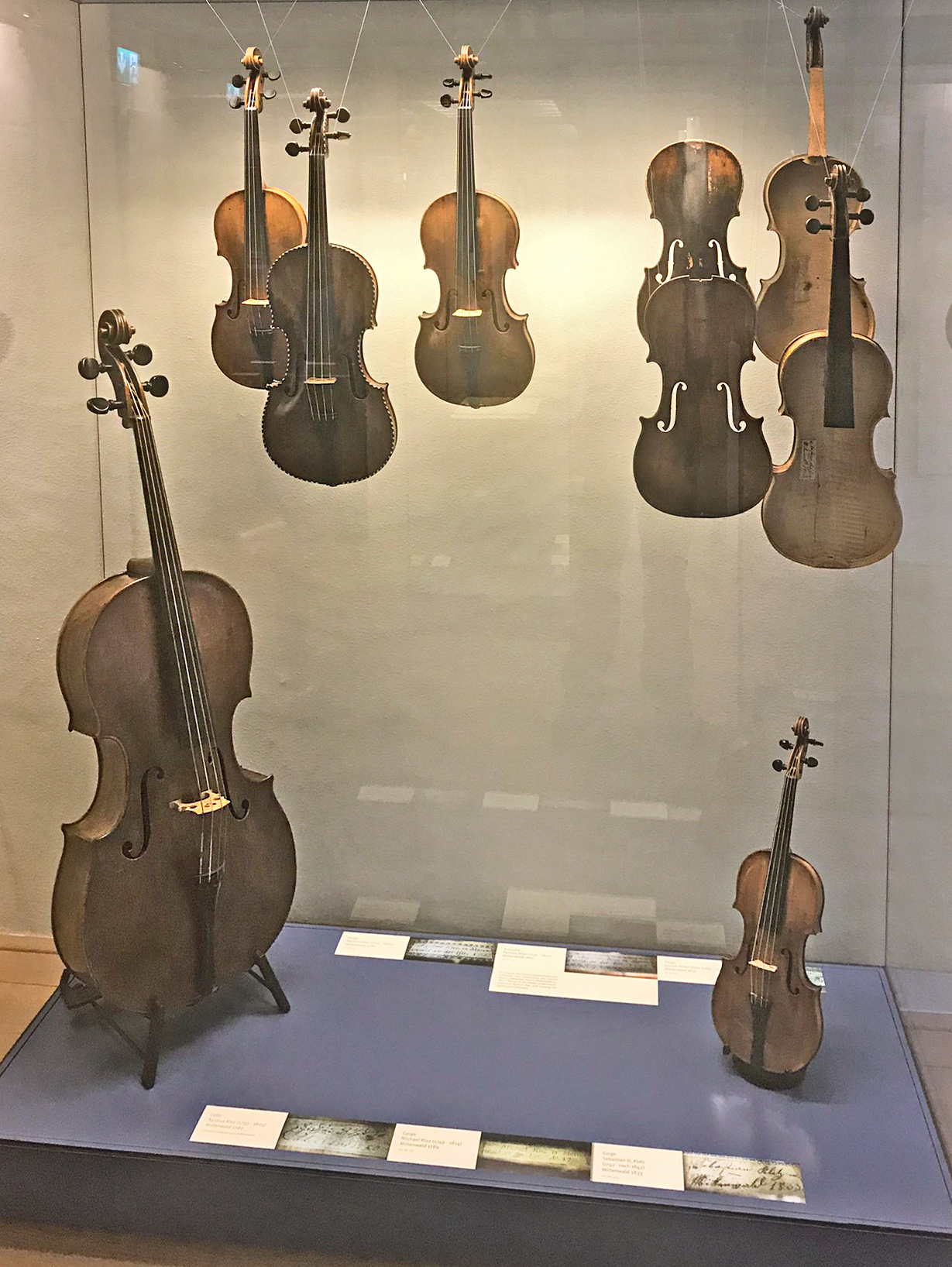
Klotz Instrumente 1780–1833

Die Familie Klotz (auch Kloz, Cloz, Khloz oder Khlotz) ist eine Geigenbauer- und Lautenmacher-Familie aus Mittenwald.

## Geschichte
Matthias Klotz (I.) (1653–1743) gilt als Begründer des Geigenbaus in Mittenwald. Matthias war das zweite Kind des Schneiders Urban Klotz (Urbanus Cloz, 1627–1691) und seiner Ehefrau Sophia (gest. 1681). Seine Ausbildung hat er vermutlich in einer Lautenmacherwerkstatt in Füssen erhalten. Als Geselle arbeitete er dann von 1672 bis 1678 in der Werkstatt des Allgäuer Lautenmachers Peter Railich in Padua. Spätestens 1686 bei seiner Heirat war Matthias Klotz nach Mittenwald zurückgekehrt und hatte dort eine eigene Instrumentenwerkstatt. In seiner Werkstatt bildete er mehrere Geigenmacher aus, darunter auch seine Söhne Georg (I.), Sebastian (I.) und Johann Carl.
Sebastian Klotz (I.) wurde durch seine Modellästhetik, das sogenannte Klotz-Modell, bekannt, die zwischen der von Jakob Stainer und Nicola Amati liegt. Typisch sind mittelhohe Wölbung, breite Wölbungshohlkehle, flache Randhohlkehle und plastische Randarbeit. Der charakteristische Lack ist dünn und farbintensiv braun. Sein Geigenbaustil war bis nach 1800 Vorbild der Mittenwalder Schule des Geigenbaus.
Aegidius Klotz, ein Sohn des Sebastian (I.), gilt dagegen als Ahnherr der deutschen Geigenbauertradition des 19. Jahrhunderts, da er die Modellästhetik des Jakob Stainer übernahm, dessen Geigen um 1800 gefragter waren als die des Antonio Stradivari.
Nachdem 1679 nach fast 200 Jahren der Bozener Markt nicht mehr in Mittenwald stattfand, war der durch Matthias Klotz um 1686 in Mittenwald begründete Geigenbau ein willkommener neuer Wirtschaftszweig. Um 1750 gab es im Ort bereits 21 Geigenmacher, deren Instrumente in ganz Europa verkauft wurden. Wie auch Leopold Mozart am 27. November 1764 aus Paris an einen Freund in Salzburg schrieb: „dass Paris und London mit Mittenwalder Geigen voll sind.“ Bis 1800 war die Anzahl der örtlichen Geigenbauer bereits auf 90 angewachsen. Mittenwald wurde zu einem der bedeutendsten Geigenbauzentren in Europa.
1890 wurde vor der Pfarrkirche St. Peter und Paul ein Denkmal zu Ehren von Matthias Klotz errichtet. Heute gibt es in Mittenwald ein Geigenbaumuseum, eine Geigenbauschule, sowie viele selbständige Geigenbaumeister.
Eine der berühmtesten Klotz-Geigen ist die Konzertvioline von Wolfgang Amadeus Mozart. Laut dem Geigenzettel handelt es sich um ein Modell „nach Stainer“ ohne Namen des Erbauers und Jahreszahl. In der Anfangsphase des Mittenwalder Geigenbaus verwendeten die Geigenbauer nur unregelmäßig Zettel mit dem eigenen Namen. Stainer- und Amati-Zettel als Modellhinweis waren ihnen wichtiger. Die Geige konnte trotzdem als ein Instrument aus einer Klotz-Werkstatt in Mittenwald identifiziert werden, die zu Beginn des 18. Jahrhunderts gebaut wurde. Als es 1781 zum Bruch zwischen Mozart und dem Erzbischof in Salzburg kam, bei dem er als Konzertmeister engagiert war, zog er nach Wien und überließ die Geige seiner Schwester Nannerl in Salzburg. Diese verkaufte sie später an eine ihrer Schülerinnen. Die Geige wechselte mehrfach den Besitzer, bis sie schließlich 1955 zur Internationalen Stiftung Mozarteum in Salzburg gelangte, wo sie sich bis heute befindet.

## Mitglieder der Familie Klotz
| Vorname(n)               | Geb.     | †         | Verwandtschaft                | Beruf                                           |
| ------------------------ | -------- | --------- | ----------------------------- | ----------------------------------------------- |
| Aegidius Sebastian       | 1733     | 1805      | Sohn von Sebastian (I.)       | Geigenbauer in Mittenwald und Rat des Marktes   |
| Andreas                  | 1811     | 1882      | Sohn von Joseph Anton         | Geigenbauer in Mittenwald                       |
| Anton                    | 1802     | 1851      | Sohn von Joseph Anton         | Förster und Geigenbauer in Mittenwald           |
| Balthasar (I.)           | 1854     | 1936      | Enkel von Joseph Anton        | Geigenbauer in Mittenwald                       |
| Balthasar (II.)          | 1884     | 1960      | Sohn von Balthasar (I.)       | Geigenbauer in Mittenwald                       |
| Georg (I.)               | 1687     | 1737      | Sohn von Matthias (I.)        | Geigenbauer in Mittenwald, Bologna              |
| Georg (II.) Carl         | ca. 1723 | 1797      | Sohn von Sebastian (I.)       | Geigenbauer in Mittenwald                       |
| Hans                     | 1906     | 1988      | Urenkel von Anton             | Geigenbauer in Mittenwald, Stuttgart            |
| Johann Carl              | 1709     | 1769      | Sohn von Matthias (I.)        | Geigenbauer in Mittenwald                       |
| Johann Nepomuk (I.)      | 1851     | 1930      | Sohn von Andreas              | Geigenbauer in Mittenwald                       |
| Johann Nepomuk (II.)     | 1903     | 1971      | Enkel von Johann Nepomuk (I.) | Geigenbauer in Berlin, Mittenwald, München      |
| Joseph Dionys            | 1784     | 1863      | Sohn von Joseph Thomas        | Geigenbauer in Mittenwald                       |
| Joseph Anton             | 1761     | 1842      | Sohn von Aegidius Sebastian   | Geigenbauer in Mittenwald                       |
| Joseph Thomas            | 1743     | 1829      | Sohn von Sebastian (I.)       | Jäger, Fischer und Geigenbauer in Mittenwald    |
| Karl                     | 1726     | nach 1756 | Sohn von Georg                | Geigenbauer in Mittenwald                       |
| Matthias (I.)            | 1653     | 1743      | Sohn von Urban                | Lauten- und Geigenbauer in Mittenwald und Padua |
| Matthias (II.)           | 1718     | nach 1770 | Sohn von Georg                | Geigenbauer in Mittenwald                       |
| Matthias (III.) Peter    | 1788     | 1847      | Sohn von Joseph Thomas        | Geigenbauer in Mittenwald                       |
| Max                      | 1896     | 1916      | Sohn von Balthasar (I.)       | Geigenbauer in Mittenwald                       |
| Michael                  | 1749     | 1814      | Sohn von Johann Carl          | Geigenbauer in Mittenwald                       |
| Nikolaus (II.)           | 1892     | 1914      | Sohn von Balthasar (I.)       | Geigenbauer in Mittenwald                       |
| Sebastian (I.)           | 1696     | 1775      | Sohn von Matthias (I.)        | Geigenbauer in Mittenwald, Italien              |
| Sebastian (II.)          | 1762     | 1825      | Sohn von Aegidius Sebastian   | Geigenbauer in Mittenwald                       |
| Sebastian (III.) Andreas | 1792     | nach 1842 | Sohn von Joseph Anton         | Geigenbauer in Mittenwald                       |
| Wolfgang Ferdinand       | 1744     | nach 1788 | Sohn von Johann Carl          | Geigenbauer und -händler in Mittenwald          |

## Geigenzettel

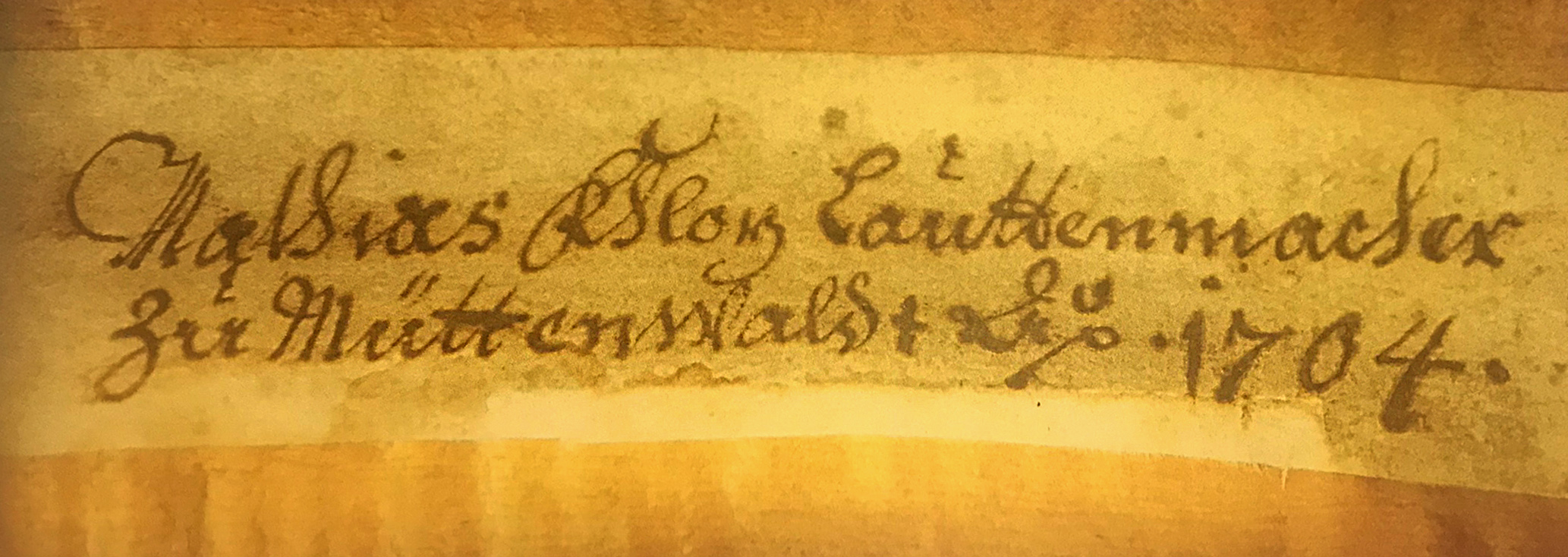
Handschriftlicher Zettel von Matthias Klotz 1704

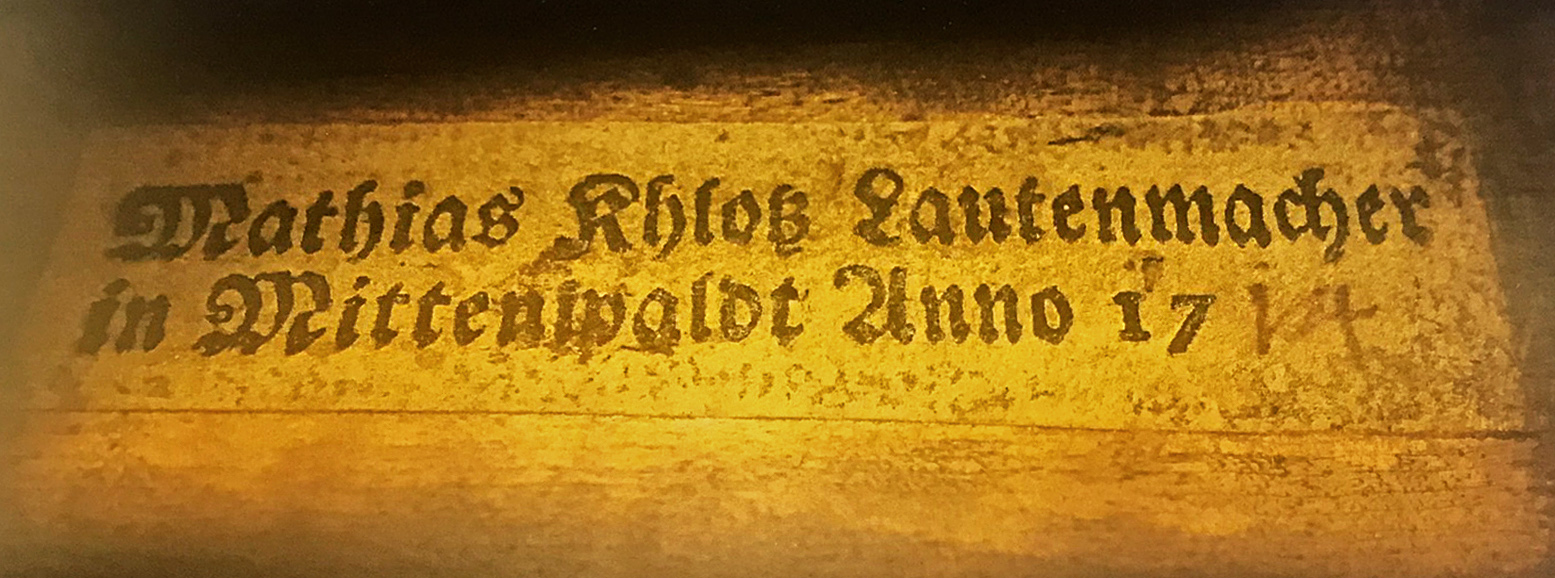
Gedruckter Zettel von Matthias Klotz 1714

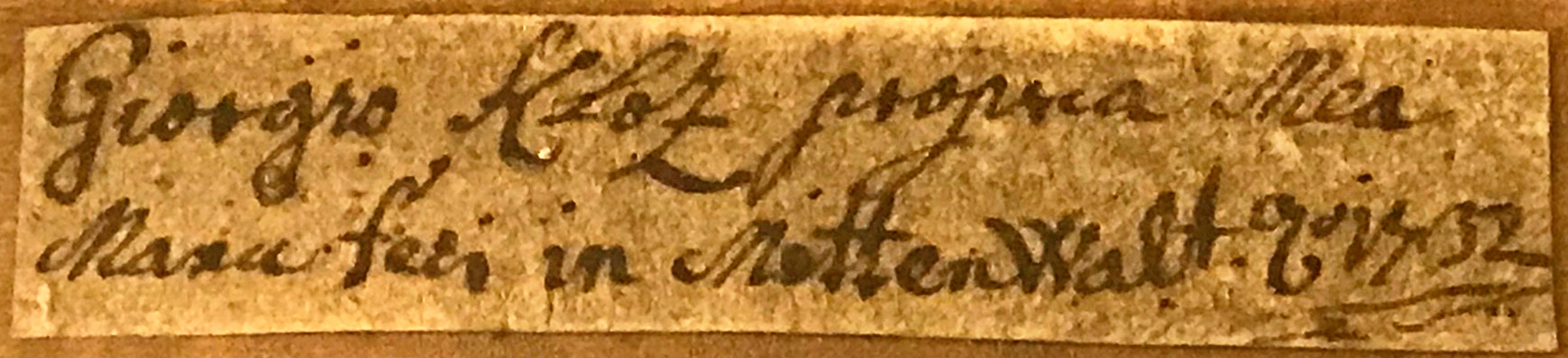
Georg (I.) Klotz Zettel 1732

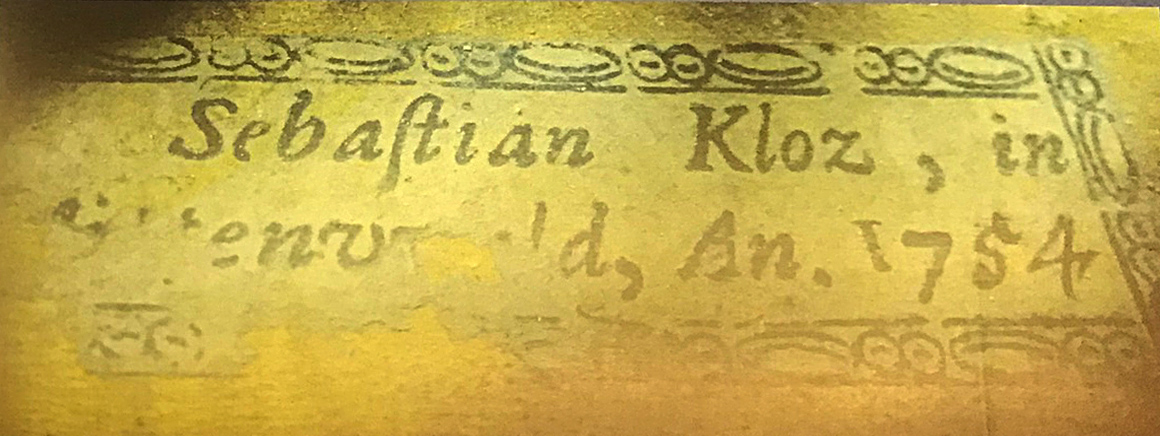
Sebastian (I.) Klotz Zettel 1754

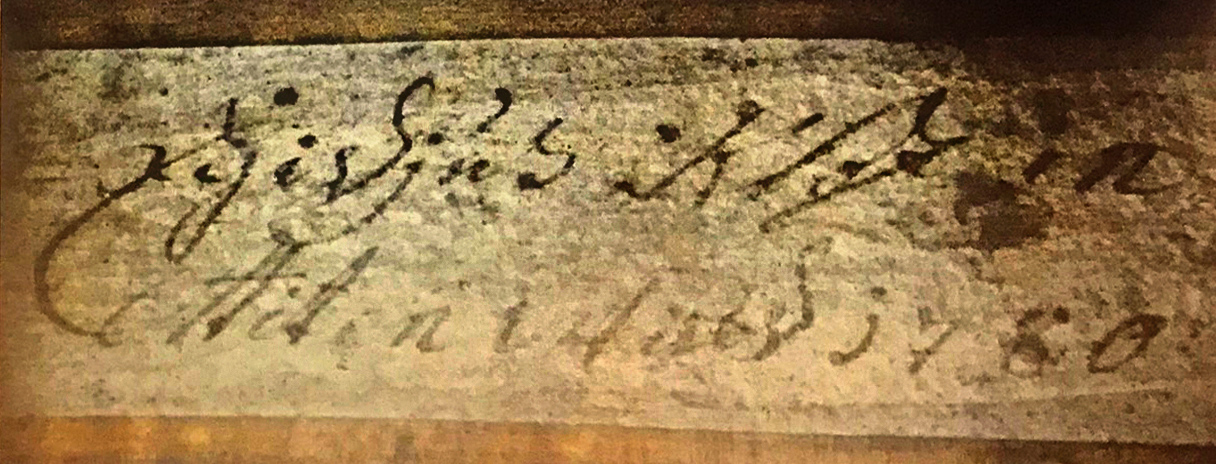
Aegidius Klotz Zettel 1780

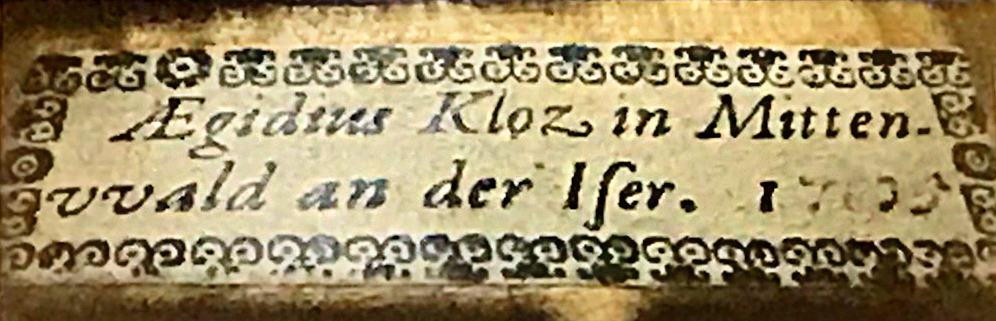
Aegidius Klotz Zettel 1785

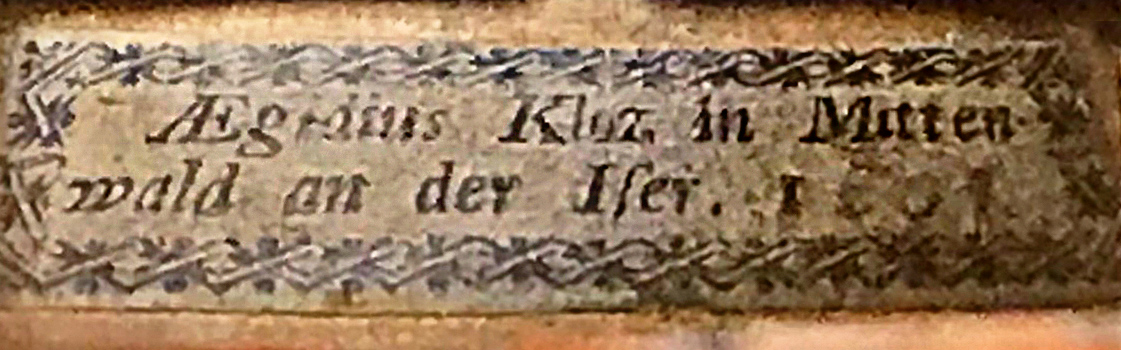
Aegidius Klotz Zettel 1801

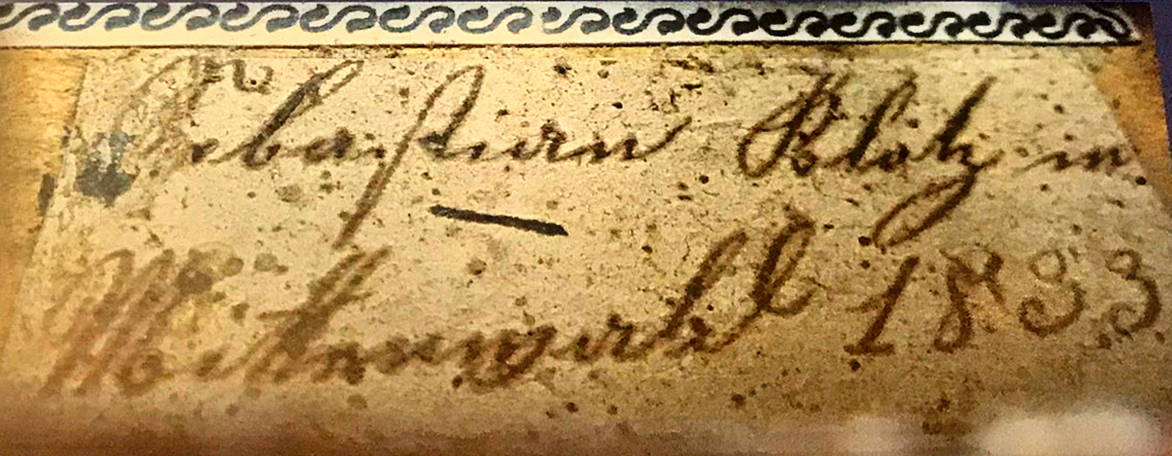
Sebastian (III.) Klotz Zettel 1833

Zur Herstellerangabe klebten die Geigenbauer einen Zettel mit ihrem Namen und Datum in ihre Streichinstrumente. Anfangs waren diese handgeschrieben, später gedruckt, so dass nur die Jahreszahl handschriftlich eingetragen wurde.
Matthias (I.) (1653–1743) verwendete folgende Zettel:
- Mathias Kloz Lautenmacher
- Mathias Klotz Lauten und Geigenmacher in Mittenwald an der Iser Anno 1695
- Mattias Klotz Geigenmacher zu Mittenwald an der Iser 1697
- Mathias Khloz Lauttenmacher zu Müttenwaldt Ao 1704
- Mathias Khloz Lautenmacher in Mittenwaldt Anno 1714

Georg (I.) (1687–1737) verwendete folgende Zettel:
- Ego Georgius Kloz mea propria manu feci in Mittenwalt anno 1722
- Ego Georgius Kloz mea propria manu feci in Mittenwalt anno 1725
- Nicolo Bruno, e Giorgio Kloz nella Strada delli Maestri di Legnaia In Bologna 1727
- Giorgio Kloz propria mea manu feci in Mittenwalt ao 1732
- Giorgio Kloz in Mittenwald Ao. 1736
- George Kloz in Mittenvvald an der Iser 1737

Sebastian (I.) (1696–1775) verwendete folgende Zettel:
- Seb. G. Kloz in Mittenwald, 1732
- Sebastian Klotz in Mittenwald an der Iser 1734
- Sebastian Kloz, in Mittenwald, an 1743
- Sebastian Kloz, in Mittenwald, An. 1754

Johann Carl (1709–1769) verwendete folgende Zettel:
- Johan Carl Kloz in Mittenwaldt Anno 1735
- Joan. Carol Kloz, in Mittenvvald, An. 1750

Matthias (II.) (1718–nach 1770) verwendete folgende Zettel:
- Matthias Kloz in Mittenvvald an der Iser 1770

Georg (II.) Carl (ca. 1723–1797) verwendete folgende Zettel:
- Georg Kloz Mitten Walt Anno 1754
- Georg Kloz in Mittenvvald an der Iser. 1767
- Georg Kloz in Mittenwalt Geigenm 1774
- Georg Kloz in Mittenvvald an der Iser. 1785

Aegidius Sebastian (1733–1805) verwendete folgende Zettel:
- Egidius Kloz in Mittenwald 1780
- AEgidius Kloz in Mittenvvald an der Iser. 1785
- AEgidius Kloz in Mittenwald an der Iser. 1801

Joseph Thomas (1743–1829) verwendete folgende Zettel:
- Joseph Kloz in Mittenwald an der Iser. Anno 1794

Michael (1749–1814) verwendete folgende Zettel:
- Michael Kloz in Mittenwald an der Iser. An. 1789

Josef Anton Klotz (1761–1842) verwendete folgende Zettel:
- Joseph Kloz in Mittenwald, 18.., N: 308 (Hausnummer des elterlichen Hauses)
- Joseph Klotz in Mittenwald (unleserlich) Musicus 1831

Sebastian (III.) Andreas Klotz (1792–nach 1842) verwendete folgende Zettel:
- Sebastian Klotz in Mittenwald 1833